# تپه نرگسی قلعه مامه زمان
تپه نرگسی قلعه مامه زمان مربوط به هزاره اول قبل از میلاد است و در شهرستان ایوان، بخش مرکزی، روستای نرگسی واقع شده و این اثر در تاریخ ۹ اردیبهشت ۱۳۸۲ با شمارهٔ ثبت ۸۴۵۰ به‌عنوان یکی از آثار ملی ایران به ثبت رسیده است.